# أم الزينات (حيفا)
أم الزينات هي قرية فلسطينيّة مهجرة تمتاز بأشجار الزيتون، كانت تقع على السفح الجنوبي لجبل الكرمل، على بعد حوالي 20 كم إلى الجنوب الشرقي من مدينة حيفا، على ارتفاع حوالي 320 م عن سطح البحر. تقع بين دالية الكرمل في الشمال، وأيضًا دايرة الروحة والمحرقة والروحة وأبو شوشة أما من الجنوب دالية الروحة وصبارين والكفرين، وكفرلام في الغرب، وقيرة ومرج ابن عامر في الشرق، ومن الغرب تقع قرية إجزم.

## سبب التسمية
تم اختيار اسم القرية «أم الزينات» بسبب وقوعها بجانب خربة تُدعى «زينة».

## الجغرافيا
تبلغ مساحة أراضيها 22,156 دونم، وقدر عدد سكانها عام 1922 حوالي (787) نسمة وفي عام 1945 حوالي (1470) نسمة. كان يعيش في أم الزينات حوالي 1,700 نسمة عشية سقوطها وتهجير أهلها. وقد بقي عدد من عائلات البلد في أطراف القرية والكروم المحيطة بها، إلا أن القوات الإسرائيلية قامت بطردهم في 8 أغسطس 1948، ثم هدمت القرية كلياً في اليوم التالي. وفي عام 1949 أقام الصهاينة على أنقاض القرية مستعمرة (ألياكيم) أو (موشاف الياكيم).
تًحيط القرية عدة أودية، من شرق القرية يقع وادي الملح، وادي الناطف من الشمال، ووادي الصرار من الغرب أما من جنوب القرية لا يوجد وادي إنما يقع سهل الروحة.

### التعليم في القرية
كان التعليم آنذاك مخصص فقط للطلاب الذكور وقد كان التعليم يستمر حتّى الصف السابع وبشكل مجاني، أما من يُريد إكمال التعليم الاعدادي والثانوي فعليه الخروج خارج البلدة.
تقع المدرسة في منطقة «عروس البيادر» غرب ام الزينات، كانت تستقطب المدرسة طلاب بدو من خارج البلدة، المدرسة هي مدرسة حكومية وكانت تقع تحت رقابة الانتداب البريطاني، أما المواد المدرسية فكانت عبارة عن: العربية، الحساب، الإنجليزية والمواد الاجتماعية.

### أسلوب المعيشة
مصدر الشرب: كان مُعتمدا على الينابيع، ومن هذه الينابيع: عين البويضة، عين الصفصافة، عين الشكاك. إضافة إلى إعتمادهم على بئر الهرامس الّذي يقع في الجنوب وبئر السباع الّذي يقع شمال القرية.
كان يعتاش أهل القرية على الفلاحة وتربية الدواجن في سهل الروحة الذي يقع في جنوب القرية كما انه وجدت في القرية أربع معاصر للزيتون.

### احتلال القرية
قام شباب القرية بمعركة لعدة ساعات مع قوات الهاجاناه الصهيونية المدعومة من جيش الانتداب البريطاني. تم محاصرة القرية من جميع الجهات على يد قوات الهاجاناه الصهيونية وتم ترك القرية مفتوحة من جهة الغرب ليُغادر منها أهل القرية.
جدير بالذكر ان قرية ام الزينات كانت واحدة من القرى الواقعة على الطريق الساحلي المؤدي إلى مدينة حيفا، لذلك شكل احتلالها بداية الطريق لاحتلال حيفا وسقوطها في نيسان 1948م.

## القرية اليوم
حُوّلت منازل القرية إلى أنقاض يتبعثر ركامها في أرجاء الموقع، الذي اكتسحته الأشواك والقندول ونبات الصبّار وأشجار التين والرمان. وثمة غابة صغيرة تكسو جزءاً من الموقع. ولا تزال مقبرة القرية بادية للعيان. أمّا الأراضي المحيطة فيستخدم الإسرائيليون بعضها مرعى للمواشي، وبعضها الآخر لزراعة الأشجار المثمرة والزيتون.

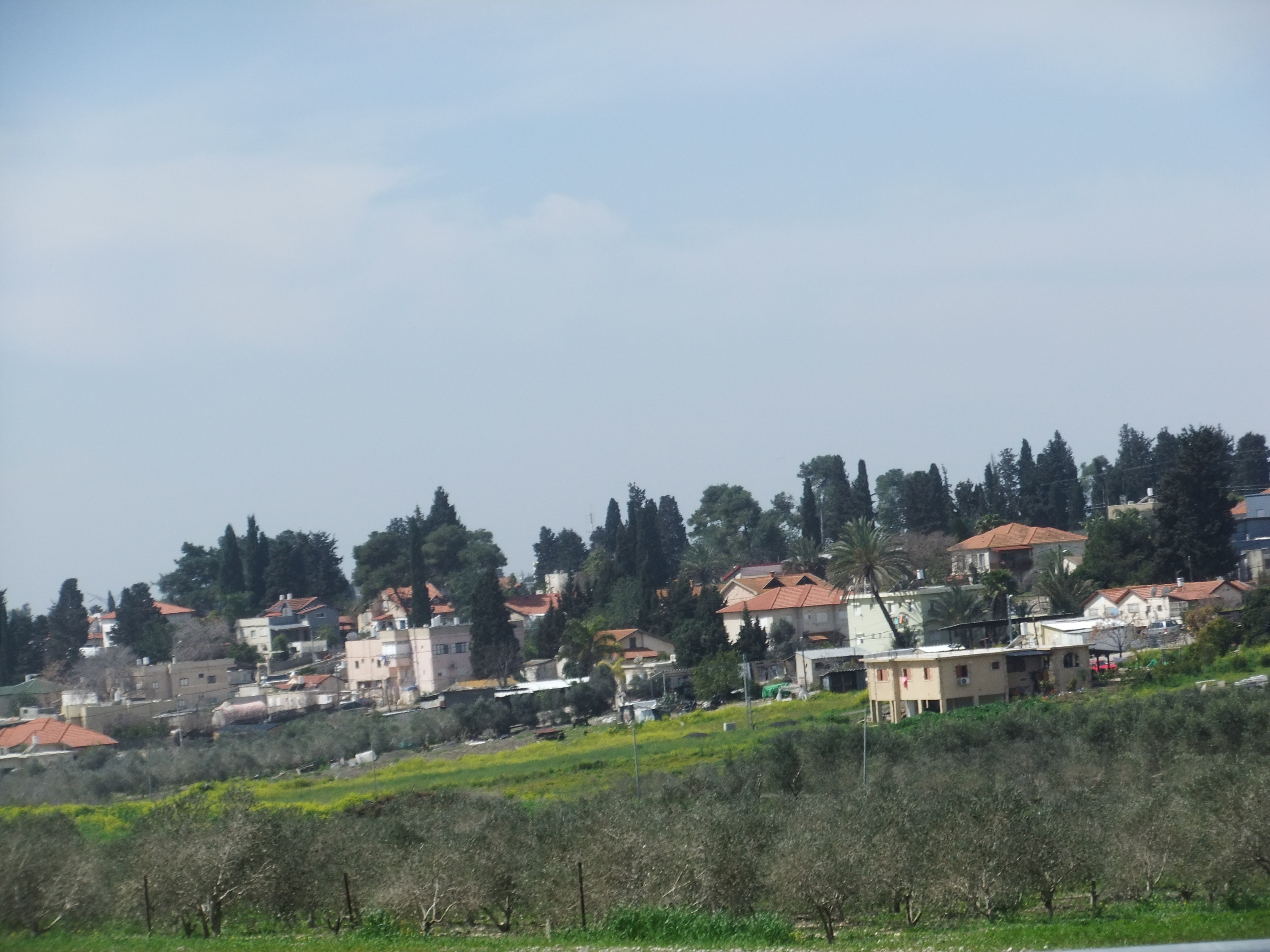
القرية، 2012

## السكان اليوم
لجأ سكان القرية إلى مخيمات اللجوء في مخيم نور شمس، الجلزون، الفارعة وغيرها في الشتات.

## معرض صور

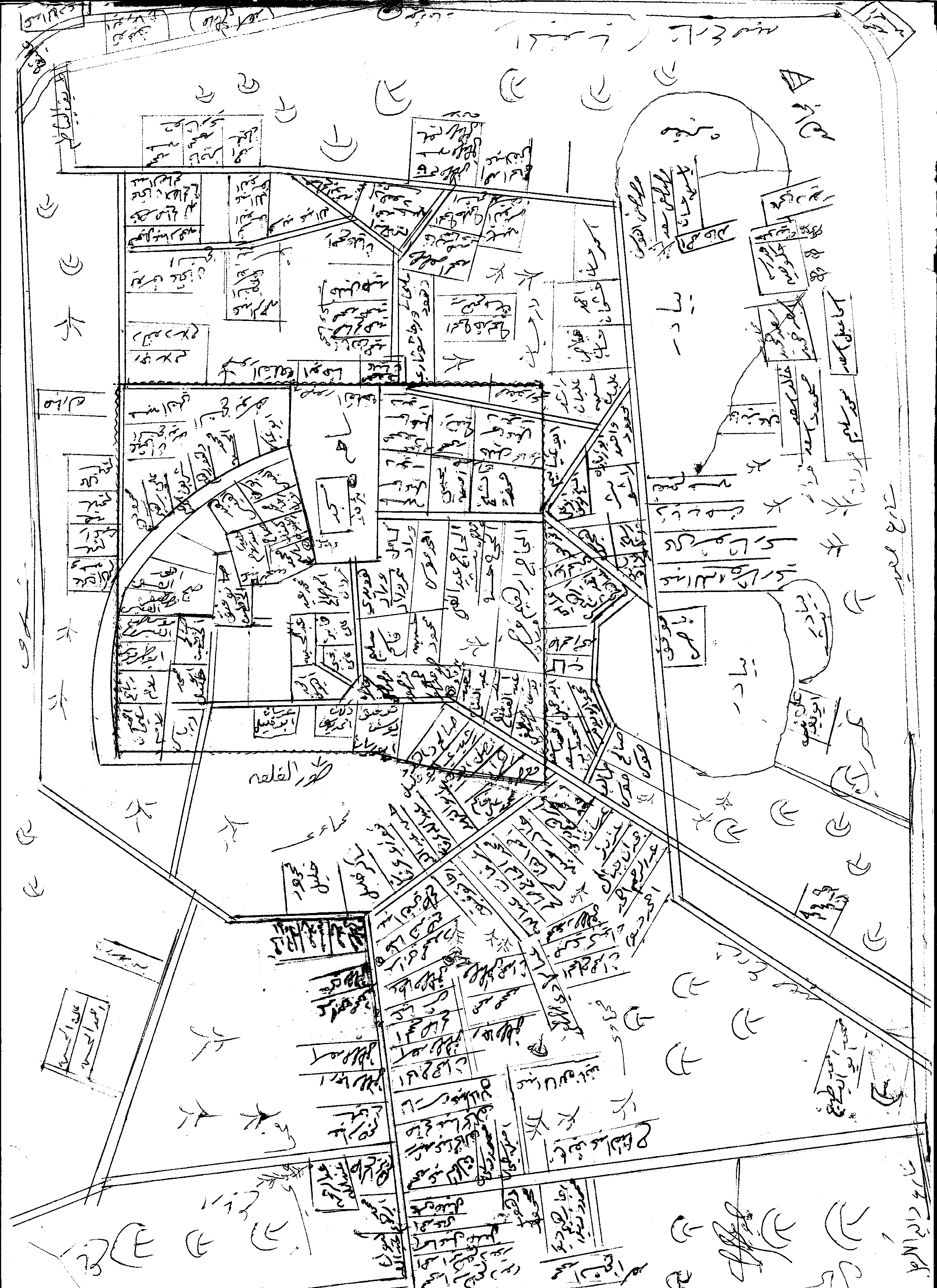
رسم تقريبي لما كانت عليه منازل قرية ام الزينات قبل التهجير عام 1948